# Околоушная слюнная железа человека
Околоу́шная железа́ (лат. glandula parotidea) — парная сложная альвеолярная серозная слюнная железа. Относится к белковым железам.

## Анатомия
Околоушные железы имеют серовато-розовый цвет и неправильную форму. Масса околоушной железы примерно 20 — 30 г: это самые крупные слюнные железы.
Околоушные железы расположены в околоушно-жевательной области лица, непосредственно под кожей, спереди и книзу от ушной раковины, на боковой поверхности нижней челюсти, у заднего края жевательной мышцы. Сверху околоушная железа подходит к скуловой дуге, снизу — к углу нижней челюсти, сзади — к переднему краю грудино-ключично-сосцевидной мышцы и сосцевидным отросткам височной кости. Сзади нижней челюсти околоушная железа достигает начинающихся от шиловидного отростка шилоглоточной, шилоподъязычной и шилоязычной мышц.
Околоушная железа окружена капсулой - околоушно-жевательной фасцией (лат. fascia parotideomasseterica). Плотность этой фасции неравномерна: в большинстве своём плотная, она имеет разрыхлённые участки, покрывающие верхнюю и медиальную поверхности железы. Капсула вдается внутрь железы и делит её на дольки. Таким образом, околоушная железа имеет дольчатое строение.
Её выводной (Стенонов или Стенсоновский) проток выходит из переднего края железы, проходит по наружной поверхности жевательной мышцы, огибает её спереди, прободает щечную мышцу и открывается на боковой стенке преддверия полости рта на уровне второго верхнего большого коренного зуба (моляра).
Иногда над выводным протоком околоушной железы имеется добавочная околоушная железа, выводной проток которой сливается с основным.
Иннервация: чувствительная - околоушные ветви ушно-височного нерва, секреторная парасимпатическая - ушно-височный нерв (от ушного узла) На внутренней поверхности нижнечелюстного нерва у овального отверстия располагается вегетативный ушной узел (ganglion oticum), к которому подходят парасимпатические волокна в составе малого каменистого нерва (из языкоглоточного нерва), направляются в составе ушновисочного нерва к околоушной слюнной железе., секреторная симпатическая - наружное сонное сплетение.
Кровоснабжение: околоушные ветви височной артерии.
Венозный отток: занижнечелюстная вена.v.Retromandibulari
Лимфоотток: поверхностные и глубокие околоушные ганглии.

## Функция
Основной функцией железы является секреция слюны. Околоушные железы выделяют жидкую слюну с высокой концентрацией NaCl и KCl и высокой активностью амилазы. Её кислотность выше, чем кислотность слюны других больших слюнных желёз и, при небольшой скорости секреции, равна 5,81 pH. При увеличении скорости секреции её кислотность уменьшается (рН увеличивается). В сутки околоушные железы выделяют примерно 0,2 — 0,7 л слюны (около трети объёма, секретируемого всеми слюнными железами).

## Патология
Околоушная железа имеет 2 слабых места: сзади (вблизи слухового прохода) и внутри (в области глубокой части). В этих местах может выходить гной при гнойных процессах (паротите, эпидемическом паротите).